# Mekele
Mekele (tigrinjsko: መቐለ) je posebno območje in glavno mesto regije Tigraj v Etiopiji. Mekele je bilo prej glavno mesto Enderta avraja v Tigraju. Je približno 780 kilometrov severno od etiopske prestolnice Adis Abebe, z nadmorsko višino 2254 metrov. Administrativno se Mekele šteje za posebno cono, ki je razdeljena na sedem podenot. Je gospodarsko, kulturno in politično središče severne Etiopije.
Mesto Mekele je od leta 1991 hitro raslo z 61.000 prebivalci leta 1984, 97.000 prebivalci leta 1994 (96,5 % govorcev tigrinjsko) in 170.000 leta 2006 (tj. 4 % prebivalstva Tigraja). Mekele je drugo največje mesto v Etiopiji za Adis Abebo, s približno 545.000 prebivalci. Je 4-krat večji od Adigrata, drugega največjega regionalnega središča. Večina prebivalstva Mekeleja je odvisna od državne službe, trgovine in malih podjetij. Leta 2007 je imelo Mekele nove inženirske, cementne in tekstilne tovarne, ki so proizvajale za lokalni in tuji trg. Univerza Mekele se je razvila iz Arid Agricultural College pred letom 1991. Ustanovljenih je bilo približno ducat drugih vladnih in zasebnih kolidžev.

## Zgodovina

### Izvor
Menijo, da se je mesto Mekele razvilo iz zaselka iz 13. stoletja, imenovanega Enda Meseqel (kasneje Enda Medhane Alem), ki je v začetku 19. stoletja postal mesto, ko je ras Volde Selassie iz Enderte postavil Antalo za svoj sedež oblasti, in regija Mekele ( 40 kilometrov severno) njegovo rekreacijsko središče. V davčnih zapisih atseja Tevodrosa II. se Mekele pojavlja kot pritočno okrožje znotraj Enderte z lastnim negaritom.

### 19. stoletje
Zasluge za rast Mekeleja v regionalno prestolnico gredo atseju Johanesu IV., ki je Mekele naredil za politično prestolnico svoje rastoče države. Verjetno je izbral kraj zaradi strateške bližine bogatih kmetijskih območij (Raja Azebo) in dežele soli regije Afar. Položaj mesta Mekele na poti do Ševe, baze moči Johanesovega glavnega tekmeca Menelika, bi lahko bil še en dejavnik. Johanes je ustanovil tri ustanove, ki so še vedno pomembne za sodobni Mekele. Velika palača, ki jo je v letih 1882–84 zgradil tigrajski inženir Engedašet Kassa Sehul (za primer vzame gradbeno tehniko drugih stavb, ki so bile prisotne v Tigraju v času Aksumskega kraljestva, ter stavbe kmetov in svetih cerkva Tigraja) in tvori zgodovinsko središče mesta Mekele. Tu so še elika tržnica Edaga Senuj ('ponedeljkov trg') in cerkev v Debre Genet Medhane Alem, zgrajena po vrnitvi iz kampanje Raja Azebo leta 1871.
V 1880-ih je Mekele postalo glavno mesto Etiopije. Med dejavniki, ki so dodatno pospešili rast in urbanizacijo Mekeleja, so bili ustanavljanje stanovanjskih četrti s strani »plemstva« in dvornih služabnikov, pomembnost amole solnega trga in poznejša ustanovitev lokalnih in tujih trgovskih in poklicnih skupnosti ter strateški položaj Mekeleja kot tranzitno središče za blago na dolgih trgovskih poteh severovzhodne Etiopije, povezane s pristanišči Rdečega morja ter s severno in osrednjo Etiopijo. Z ustanovitvijo trga v Mekeleju se je Johanes lahko opiral na severne trgovske poti in poti karavan soli do mesta, s čimer je izkoristil svoj politični vpliv.
Nasledstvo atseja Menelika II. iz Ševe je nakazalo preusmeritev trgovanja iz severne v južno Etiopijo (s središčem v Ševi). Nova prestolnica Adis Abeba je hitro prehitela Mekele, ki pa je skozi 20. stoletje ohranila svoj politični pomen okrožnega in regionalnega upravnega središča Enderte oziroma Tigraja in svojo gospodarsko vlogo v etiopski trgovini s soljo.
Med italijansko vojno 1895–96 je Mekele postal pomembno mesto v spopadu. Po padcu Adve spomladi 1895 se je ras Mengaša Johanes umaknil iz očetove prestolnice Mekele po nasvetu atseja Menelika II. Mekele so brez strela zasedli Italijani in ga vključili v Colonia Eritrea; od tu so Italijani razširili svojo okupacijo proti jugu, do Ambalage. Italijanska vojska je svojo utrdbo postavila blizu cerkve Enda Ejesus nad Mekelejem oktobra 1895. Po ponovni zasedbi Ambalage konec leta 1895 so utrdbo oblegale etiopske čete, ki so Italijanom prekinile oskrbo z vodo. Ko so se Italijani januarja 1896 predali, jim je Menelik dovolil, da se umaknejo v njihovo trdnjavo Adigrat, verjetno v upanju, da bo preprečil stopnjevanje spopada, in imenoval svojega guvernerja nad Enderto v Mekeleju, dejazmača Tedla Abagubena, da bi zajezil uporne Tigrajanske prince.

### 20. stoletje
Tri zgodovinska obdobja so vzdrževala urbanizacijo Mekeleja v 20. stoletju. Prvi je bil prihod dejazmača Abreha Araja Demcuja, guvernerja Vzhodnega Tigraja z Mekele kot glavnega mesta. Abreha je posnemal svojega bratranca Johanesa tako, da je ustanovil svojo čudovito palačo (zdaj hotel, imenovan grad Abreha) na hribu, ki gleda na veliko palačo, novo sobotno tržnico (Edaga Senbet) in novo cerkev Selassie, ki so vse bile ob južno od ožjega mesta Mekele. Podobno je privabil različne poklicne skupine, vključno z muslimanskimi trgovci, prodajalkami storitev in vojaki. Posledično je bil v 1920-ih in zgodnjih 1930-ih Mekele priča izjemni rasti trgovine. Dejazmač Haile Selassie Gugsa je prenovil palačo v središču, da bi jo uporabil kot svoj sedež.
Druga faza je nastopila v času italijanske okupacije (1935–41). K modernizaciji mesta so veliko prispevali Italijani, ki so mesto zasedli novembra 1935. Zgradili so vojaško letališče in utrdbo v Enda Ejesusu (zdaj glavni kompleks univerze Mekele); preurejene so bile ceste, telefonske linije, pisarne in stanovanja in nameščene sodobne vodovodne napeljave, elektrika, klinike, poštne storitve, kino dvorana in letovišča/športni centri. Razširili so tudi Edaga Senbet z uvedbo trgovin z valovito pločevino. To je pritegnilo tudi tuje podjetnike (Grke, Arabce in Armence). Mekele, ki je bil nato razdeljen na dve coni; italijansko in domorodno, je zrasel približno dvakrat od prejšnje velikosti. Leta 1938 so bile tam trgovine, dve italijanski restavraciji in hotel Amba Aradam s štirimi sobami. Tam so bile pošta, telefon in telegraf ter bolnišnica. Pomemben trg je potekal ob ponedeljkih.
Od maja 1943 je bil Mekele v rokah voditeljev upora Vojane proti takrat šibki obnovljeni vladi Haileja Selassieja. Britansko zračno bombardiranje mesta septembra–oktobra je povzročilo veliko škodo. Oktobra so etiopske vladne sile ponovno zavzele Mekele.
Tretja faza urbanega razvoja Mekeleja je potekala predvsem v letih 1942–74. Sodobni urbani sektorji so bili raznoliki in ustanovljeni so bili novi upravni uradi. Ustanovljena je bila občina Mekele (ustanovljena 1942), telekomunikacije in pošta, komercialna banka ter osnovna šola atse Johanes (leta 1952) in srednja šola (leta 1960). Glavni načrt je bil izdan leta 1962. Majhna podjetja, kot so rafinerije nafte, mlini za milo, usnjene torbe, oblačila in mlini za moko, so bila ustanovljena do leta 1974. Vendar pa je večina industrijskih obratov propadla ali bila zaprta v času Etiopske državljanske vojne (1974-1991).
Med lakoto v letih 1983–1985 v Etiopiji je bilo mesto Mekele znan po sedmih 'lačnih taboriščih' okoli mesta. V njih je bilo 75.000 beguncev, še 20.000 pa jih je čakalo na vstop. Marca 1985 je v teh sedmih taboriščih vsak dan umrlo od 50 do 60 ljudi. Februarja 1986 je Ljudska osvobodilna fronta Tigraja (TPLF) v drzni vojaški akciji izpustila 1800 političnih zapornikov iz zapora Mekele. Operacijo so poimenovali Agazi po enem od ustanovnih borcev TPLF, ki je bil ubit v drugem letu etiopske državljanske vojne.
V nizu ofenziv, ki so se začele 25. februarja 1988, so borci TPLF obšli Mekele, a prevzeli nadzor nad Majčevom, Koremom in drugimi kraji ob cesti Desie-Mekele. Do junija 1988 je TPLF nadzoroval celoten Tigraj razen mesta Mekele in ozemlja v polmeru 15 kilometrov okoli mesta. V odgovor je Derg 4. in 5. junija dal požgati številne vasi okoli Mekeleja, med njimi Adi Gera, Bahri, Goba Zena, Grarot, Isala in Rabea. Šele 25. februarja 1989 je Mekele zasedel tudi TPLF, potem ko je položaj vlade v Tigraju propadel. Proti koncu državljanske vojne so etiopske zračne sile 27. in 29. oktobra 1989 bombardirale Mekele, pri čemer je umrlo najmanj 31 ljudi.
5. junija 1998 so eritrejske zračne sile med eritrejsko-etiopsko vojno bombardirale šolo Ajder v Mekeleju in pri tem ubile dvanajst ljudi. Tej tragediji so postavili spomenik.

### 21. stoletje
29. decembra 2002 so izbruhnili nemiri med etiopskimi pravoslavnimi in adventističnimi verniki zaradi adventističnega molitvenega bogoslužja, ki je potekalo na stadionu. Nekateri etiopski pravoslavni verniki, razburjeni zaradi javnega prikazovanja adventističnega pridiganja, naj bi sprožili spopade tako, da so najprej metali kamenje na adventiste, zbrane na stadionu, nato pa so izropali adventistične pisarne v mestu. Policija je posredovala, da bi prekinila nemire, v katerih je bilo pet mrtvih in trije hudo poškodovani. Policija je sporočila, da je bilo pridržanih 10 ljudi, neodvisni viri pa poročajo, da je število veliko večje.
Sedež misije Združenih narodov v Etiopiji in Eritreji (UNMEE) je bil ustanovljen v Mekellu leta 2000 po koncu eritrejsko-etiopske vojne in je deloval do 30. julija 2008.[17]
Med tigrajsko vojno so združene etiopske in eritrejske sile izvedle napade na Mekelle, vključno z zračnim bombardiranjem. Poročilo EEPA je 19. decembra 2020 navedlo, da so nekateri vojaki nosili eritrejske uniforme, medtem ko so drugi nosili etiopske uniforme, vendar so »govorili tigrinjsko z eritrejskim naglasom in vozili tovornjake brez registrskih tablic«. 19. decembra 2020 je bilo več poročil, da so etiopske nacionalne obrambne sile ( ENDF) so ropali lastnino družbe Sur v Mekeleju in prevažali plen v Adis Abebo. Istega dne je odsotnost policije in TPLF povzročila brezpravje v mestu. Mladi so bili še posebej tarča vojakov ENDF. Prehodna vlada Tigraja je javnim uslužbencem ukazala vrnitev na delo; nekaj jih je poročalo o delu. 20. decembra 2020 so priče iz mesta Mekele izjave, da je do topniškega obstreljevanja prišlo pred 28. novembrom. Obstreljevanje je uničilo hiše v stanovanjskih območjih in ubilo civiliste. V enem primeru je bila pobita cela družina, pri življenju pa je ostal le majhen deček. Zdravnik je povedal, da je osebno videl 22 trupel. Težko je bilo ustrezno oskrbeti tiste, ki jih je ranilo topništvo, zaradi kritičnega pomanjkanja sanitetnega materiala. Štirje načrtovani leti Ethiopian Airlines iz Adis Abebe v Mekele so bili 20. decembra odpovedani. 21. decembra 2020 je vodja sektorja za preprečevanje kriminala zvezne policije, namestnik generalnega komisarja Melaku Fanta, lokalnim medijem v Mekeleju povedal, da so bili izdani nalogi za aretacijo zoper vse, ki so sodelovali s TPLF. 28. junija 2021 so obrambne sile Tigraja ponovno zavzele Mekele.

## Geografija
Mekele leži na nadmorski višini 2254 metrov (višina na letališču), blizu roba severnega dela Etiopske tektonske doline, na jurski apnenčasti planoti, v polsušnem območju s srednjo letna količina padavin 714 milimetrov. Razen zmerno gostega pokrova evkalipta na hribih na vzhodnih robovih Mekeleja in nekaterih eksotičnih vrst dreves in grmovnic, ki obkrožajo ulice, je okoliška pokrajina skoraj brez dreves.

## Mestna pokrajina
Spomenik mučenikov se pokloni več kot 60.000 borcem TPLF, ki so umrli, in več kot 100.000 borcem, ki so bili ranjeni pri strmoglavljenju marksističnega Dergovega režima leta 1991. Spomenik je visok 51 metrov  in stoji v podmestu Adi-Haki. Spomenik ima številne skulpture, ki prikazujejo boj kmetov in borcev proti vojakom Derg.
Cesar Johanes IV. je v 19. stoletju postal Negus in v mestu zgradil grad ter etiopske tevahedo pravoslavne cerkve. Grad sta zgradila etiopski inženir Lij Ingidashet in italijanski inženir Giacomo Naretti. Grajski kompleks danes služi kot muzej, kjer si lahko ogledate cesarjev prestol, kraljevo posteljo, svečano obleko, puške in številne druge dragocene zgodovinske zbirke.
Druge pomembne znamenitosti vključujejo cerkve Enda Gabir, Enda Jesus Mekele Bete Mengist, Mekele Ijesus, Mekele Marjam, Mekele Selassie, Enda Mariam Bugsa in Mekele Tekle Hajmanot.

### Lokalna uprava
Mekele je razdeljen na sedem lokalnih uprav: Havelti, Adi-Haki, Kedamaj Vejane, Hadnet, Ajder, Semien in Kuiha. Znotraj vsake lokalne uprave so kebele ali ketene. Lokalne uprave obsegajo območje, ki je bilo prej vključeno kot mesto Mekele. Čeprav spada pod pristojnost vlade posebne cone Mekele, je vsako lokalno tudi okrožje s svojim upraviteljem, tako kot druga mesta v Etiopiji. Ti uradniki nadzirajo socialno-ekonomski razvoj in vodijo zdravstvo, izobraževanje in javne službe.
Ta lokalna uprava se od drugih mest razlikujejo po edinstvenem upravnem odnosu z regionalno vlado. Nekatere občinske funkcije, kot so vodovod, kanalizacija in gašenje požarov, opravlja vlada Mekele. Za plačilo dodatnih upravnih stroškov prefektura pobira občinske davke, ki jih običajno zaračunava mesto. »Tri osrednja podmesta« Mekeleja – Kedamaj Vejane, Ayder in Havelti – so poslovno jedro mesta, kjer je število prebivalcev podnevi več kot sedemkrat večje od prebivalstva ponoči. Semien je edinstven, saj ga zasedajo številne velike tovarne. Pogosto ga imenujejo 'gospodarsko središče' Tigraja.
Posebno območje Mekele od leta 2005 v predstavniškem domu ljudstva zastopa Addis Alem Balema.

## Gospodarstvo
Mekele je eno glavnih gospodarskih in izobraževalnih središč Etiopije.
Lokalna industrija vključuje Mesfin Industrial Engineering, tovarno za izdelavo in proizvodnjo jekla, ki ima tudi linijo za sestavljanje avtomobilov, in Messebo Cement Factory, glavni obrat za proizvodnjo cementa v severni Etiopiji. Obe podjetji sta v lasti in upravljanju Donacijskega sklada za obnovo Tigraya (EFFORT).
Industrijski park Mekele, vreden 100 milijonov dolarjev, gosti številna tuja tekstilna podjetja in zaposluje približno 20.000 ljudi.
Zaradi prevladujočega mesta v severni Etiopiji je prišlo do razcveta hotelskih storitev za turizem in konference. Razvoj zdravstvenih storitev je močno pripomogel k izboljšanju kakovosti življenja prebivalcev. Ameriški CDC je zgradil 3,5 milijona dolarjev vreden sodoben napotitveni javnozdravstveni laboratorij, ki bo služil kot mesto za usposabljanje in zagotavljal kakovost za bolnišnice in medicinske laboratorije Tigray.
Mekele je obdan z agrarnimi vasmi, ki svoje pridelke prodajajo mestnemu prebivalstvu na tržnicah. Tradicionalno je v soboto in ponedeljek tržnica, na kateri je poleg soli iz Daleka na voljo tudi široka paleta pridelkov in živine.
Klavnica Abergelle, ki jo financira Fundacija Dejenna, je začela delovati konec leta 2008.[35]